# Квасьневская, Веслава
Весла́ва Квасьне́вская (пол. Wiesława Kwaśniewska, род. 16 июня 1933, Лодзь, Польша) — польская актриса театра и кино.

## Биография
Веслава Квасьневская родилась 16 июня 1933 в Лодзи. Дебютировала в кино в 1950 эпизодом в фильме «Варшавская премьера». Актриса театров в Варшаве (1959–1989). 

## Избранная фильмография
- 1950 — Варшавская премьера / Warszawska premiera (эпизод)
- 1959 — Скандал из-за Баси / Awantura o Basię — Марыся, служанка
- 1962 — Как быть любимой / Jak być kochaną — фоторепортёр
- 1962 — Комедианты / Komedianty — Людка
- 1963 — Час пунцовой розы / Godzina pąsowej róży — Тереса, подруга Ани
- 1963 — Действительно вчера / Naprawdę wczoraj — Анита
- 1963 — Мансарда / Mansarda (эпизод)
- 1963 — Особняк на Зелёной / Ostatni kurs — женщина на вокзале, севшая в такси Хенрика
- 1964 — Барышня в окошке / Panienka z okienka — служанка Флоры
- 1964 — Закон и кулак / Prawo i pięść — Зоська
- 1966 — Брак по расчету / Małżeństwo z rozsądku — Магда
- 1969 — Девичий заговор / Rzeczpospolita babska — Эва Фронцкевич
- 1970 — Локис / Lokis. Rękopis profesora Wittembacha — жена Вельяминова
- 1970 — Пейзаж с героем / Pejzaż z bohaterem —  соседка Вильчевского в городке
- 1970 — Перстень княгини Анны / Pierścień księżnej Anny — археолог / княгиня Анна
- 1971 — Миллион за Лауру / Milion za Laurę — Анита, жена Буляка
- 1973 — Яношик / Janosik (телесериал) — горянка
- 1976 — Прокажённая / Trędowata — Визембергова
- 1978 — Семья Поланецких / Rodzina Połanieckich (телесериал) — Красиньская
- 1978 — Уленшпигель со святых гор / Sowizdrzał świętokrzyski — жена Пузыны
- 1980 — Мишка / Miś — старшая среди двух «похожих на себя» блондинок
- 1983 — Марыня / Marynia — Красиньская